# Anyphaena furcatella
Anyphaena furcatella är en spindelart som beskrevs av Banks 1914. Anyphaena furcatella ingår i släktet Anyphaena och familjen spökspindlar.
Artens utbredningsområde är Costa Rica. Inga underarter finns listade i Catalogue of Life.